# Stefano Gervasoni
Stefano Gervasoni (Bergamo, 26 luglio 1962) è un compositore italiano.

## Biografia
Ha intrapreso gli studi musicali nel 1980, dopo un incontro con Luigi Nono, allievo delle classi di Luca Lombardi, Niccolò Castiglioni e Azio Corghi presso il conservatorio di Milano. In seguito si è perfezionato con György Ligeti, Brian Ferneyhough, Peter Eötvös e Helmut Lachenmann.
Tra il 1993 e il 1995 ha risieduto e operato a Parigi, frequentando corsi di specializzazione di composizione e informatica musicale presso l'IRCAM e ricevendo numerose commissioni dal governo francese. In seguito (1995 - 1996) è stato compositore residente presso l'Accademia di Francia di Villa Medici a Roma.
È stato vincitore di numerose competizioni nazionali e internazionali, a partire dal "G.B. Viotti" di Vercelli (1985), "Petrassi" di Parma (1987, 1989), "Premio Lario Musica" di Como (1988), "Kompositionswettbewerb Mozart" di Vienna (1991), "Forum 91" (Università di Montréal), "11. Internationalen Kompositionswettbewerbs Kompositionsseminars" di Boswil (1995). Nel 1998 è stato invitato ai Darmstadt Ferienkurse come insegnante mentre nel 2006 ha ricevuto una borsa di studio come compositore residente a Berlino nell'ambito del "Berliner Künstlerprogramm".
Ha ricevuto numerose commissioni da istituzioni prestigiose come l'Ensemble Intercontemporain, Westdeutscher Rundfunk di Colonia, Sudwestdeutscher Rundfunk di Baden-Baden, Orchestra Sinfonica Nazionale della RAI, Radio France, Berliner Biennale, Ensemble Contrechamps, Fondazione concorso pianistico internazionale Ferruccio Busoni. I suoi lavori sono stati eseguiti, tra l'altro, presso il Cantiere Internazionale d'Arte di Montepulciano, "Gaudeamus" e Concertgebouw di Amsterdam, "Festival of Contemporary Music from Italy" di New York, Biennale di Venezia, "Festival d'Automne" di Parigi. Ha insegnato presso l'Istituto musicale G. Donizetti di Bergamo ed è attualmente docente di composizione presso il conservatorio di Parigi.